# Niki Wagner
Klaus-Peter „Niki“ Wagner (* 12. März 1977) ist ein ehemaliger deutscher Fußballspieler und jetziger Trainer.

## Karriere
Der Mittelfeldspieler absolvierte am 23. Februar 2003 ein Spiel in der 2. Bundesliga für Eintracht Trier und erzielte dabei auswärts gegen den MSV Duisburg (4:2) ein Tor. Ab 2003 spielt er für den luxemburgischen Rekordmeister Jeunesse Esch. In der Saison 2003/04 gewann er mit Jeunesse die Meisterschaft. Im Pokal 2006 stand er nach dem Halbfinalerfolg mit 1:0 gegen Victoria Rosport im Finale. Das verlor der Mittelfeldspieler am 20. Mai 2006 mit 2:3 gegen F91 Düdelingen. Im Juli 2006 kam er in den zwei Qualifikationsspielen zur Teilnahme am UEFA-Pokal gegen Skonto Riga zum Einsatz (0:2, 0:3).

## Erfolge
- Rheinlandpokalsieger: 1997, 2001
- Saarlandpokalsieger: 2001
- Luxemburgischer Meister: 2004

## Sonstiges
2016 gründete Wagner den mittlerweile wieder aufgelösten FC Trier, der sich speziell auf die Talentförderung in der Region von der U11 bis zur U15 spezialisiert hatte.